# Muddinakoppa, Shiggaon
Muddinakoppa là một làng thuộc tehsil Shiggaon, huyện Haveri, bang Karnataka, Ấn Độ.